# Omega Race
Omega Race es un juego de arcade diseñado por Ron Haliburton y lanzado en 1981 por Midway. Es el único juego de arcade con gráficos vectoriales creado por Midway.[cita requerida]
Omega Race fue portado al VIC-20 y al Commodore 64 en 1982 y vendido por Commodore. En 1983, Coleco lanzó un puerto para ColecoVision y una versión para Atari 2600 de CBS Electronics. El cartucho 2600 viene incluido con un controlador "booster grip" de 2 botones.

## Jugabilidad
Ambientado en el año 2003, el jugador controla una nave espacial Omegan Fighter para destruir naves droides enemigas en una "pista" rectangular. La nave del jugador se controla con una perilla para girar la nave, un botón para empujar y un botón para disparar láser. Los enemigos que el jugador debe destruir o evitar son naves no tripuladas, naves comandantes, dos tipos de minas espaciales y naves estelares fugaces. La nave rebota en una barrera invisible en los bordes de la pantalla que aparece brevemente cuando se golpea. Por defecto, los buques adicionales se otorgan a 40,000 y 100,000 puntos.

## Recepción
Consumer Guide's How Win in Video Games declaró en 1982 de Omega Race que "cualquier jugador no calificado puede ingresar una moneda de veinticinco centavos en la máquina y permanecer allí hasta 20,000 puntos". Según el libro, se crearon más de 35,000 máquinas, y la máquina promedio recibió $ 181.00 por semana al momento de la publicación del libro. Con frecuencia, era una de las diez mejores máquinas recreativas para ganar dinero en cualquier semana de ese período.
Compute! llamado a Omega Race "un verdadero ganador para el VIC". BYTE declaró que la versión VIC-20 "es de ritmo rápido, tiene gráficos coloridos y presenta buenos efectos de sonido ... Omega Race es un juego divertido que conserva todas las mejores características de la versión arcade". Ahoy! llamó a la versión VIC-20 "bastante fiel al juego de arcade, y muy emocionante". La versión VIC-20 de Omega Race fue galardonada con un Certificado de Mérito en la categoría de "Mejor juego de computadora solitario" en los 4.os premios anuales Arkie.: 33 

## Legado
Omega Race se clonó para la computadora a color TRS-80 como Space Race en 1982.